# Nepenthes maxima
Nepenthes maxima is een vleesetende bekerplant uit de familie Nepenthaceae. De soort komt voor in Nieuw-Guinea, Celebes, de Molukken en de D'Entrecasteaux-eilanden.

## Beschrijving
Nepenthes maxima vertoont qua uiterlijk een grote variëteit in zijn verspreidingsgebied. Met name de vangbekers kennen een significante fenotypische plasticiteit, wat wil zeggen dat het uiterlijk is aangepast aan de omgevingsfactoren. Planten die in droge gebieden van Nieuw-Guinea groeien hebben meestal langwerpige bekers met een smal peristoom (bekerrand) en goed ontwikkelde wasachtige binnenzijdes. De soorten in vochtige streken hebben een kleinere wasachtige zone en een groot peristoom. Een peristoom functioneert namelijk optimaal wanneer hij goed vochtig is. In droge omstandigheden zorgt vooral de wasachtige binnenzijde ervoor dat prooidieren moeilijk kunnen ontsnappen.

## Infraspecifieke taxa
- Nepenthes maxima f. undulata Sh.Kurata, Atsumi & Y.Komatsu (1985)
- Nepenthes maxima var. glabrata Becc. in sched. nomen nudum
- Nepenthes maxima var. lowii (Hook.f.) Becc. (1886) [=N. stenophylla]
- Nepenthes maxima var. minor Macfarl. (1917)
- Nepenthes maxima var. sumatrana (Miq.) Becc. (1886) [=N. sumatrana]
- Nepenthes maxima var. superba (Hort. Veitch ex Marshall) Veitch (1897)

## Natuurlijke hybriden
- ? N. eymae × N. maxima
- N. glabrata × N. maxima
- N. klossii × N. maxima
- N. maxima × N. neoguineensis
- N. maxima × N. tentaculata